# فرودگاه وایکر
فرودگاه وایکر   (به انگلیسی: Weiker Airport)  یک فرودگاه همگانی باربری  است که یک باند فرود چمن دارد و طول باند آن ۵۳۲ متر است. این فرودگاه در  کشور ایالات متحده آمریکا قرار دارد و در ارتفاع ۲۲۶ متری از سطح دریا واقع شده است.